# Marilyn Horne
Marilyn Horne (Bradford, 16 gennaio 1934) è un contralto e mezzosoprano statunitense. Dotata di grande tecnica e di una voce scura, ma morbida e flessibile, si è distinta in particolare in ruoli rossiniani.

## Biografia
Marilyn Berneice Horne nacque a Bradford in Pennsylvania ed era una dei quattro figli di Bentz Horne; sia il padre sia la madre, Berneice, erano politici di professione. Il padre, essendo anche un cantante semi-professionista, quando si accorse del talento della figlia, fece in modo di favorire la sua formazione spostandosi a Los Angeles quando Marilyn aveva undici anni. Dopo sei anni iniziò lo studio del canto presso la University of Southern California, prendendo parte anche alle masterclass del celebre soprano Lotte Lehmann alla Music Academy of the West. In questo periodo fece parte del coro della chiesa episcopale di St. Luke di Long Beach diretto da  William Ripley Dorr. Debuttò come soprano nel 1954, doppiando, nelle parti cantate, l'attrice afro-americana Dorothy Dandridge nel film Carmen Jones di Otto Preminger.
Nel 1956 attirò l'attenzione di Igor' Stravinskij che la invitò a partecipare al Festival Internazionale di Musica Contemporanea di Venezia; fu la vera svolta per la sua carriera, rimase in Europa per tre anni cantando per l'opera di Gelsenkirchen dove partecipò a un'intensa stagione lirica: Giulietta (I Capuleti e i Montecchi), Minnie (La fanciulla del West), Mimì (La bohème), Marie (Wozzeck). Nel 1960 si sposò con il direttore d'orchestra Henry Lewis, dal quale avrà una figlia, Angela.
Il successo però fu tiepido: con il marito si accorse che la sua voce meglio si adattava a un repertorio meno acuto. Un anno di studio intenso e di riflessione la portano a reimpostare la voce. Nel 1961 la coppia Joan Sutherland-Richard Bonynge la volle nella Beatrice di Tenda. Nel 1964 debuttò all'Opera di San Francisco interpretando Marie nel Wozzeck di Alban Berg. Il grande successo ottenuto nel 1969 alla Scala di Milano con L'assedio di Corinto di Rossini segnò l'inizio di una carriera che la vide come indiscussa interprete del bel canto. Nel 1970, con la stessa Sutherland con cui aveva ormai stabilito una partnership di alto livello, interpretò Adalgisa nella Norma al Metropolitan, con un successo definitivo.

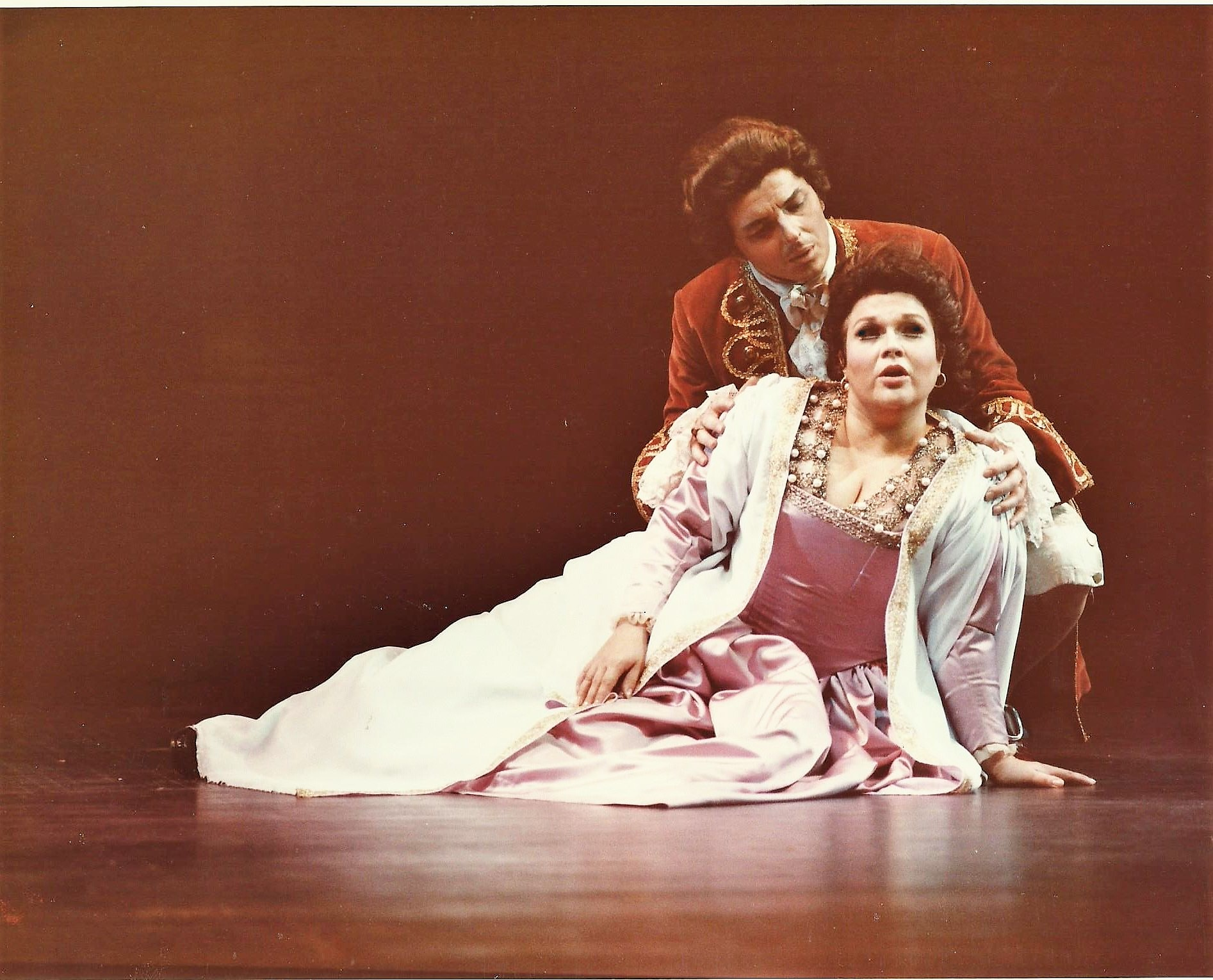
Marilyn Horne con Beniamino Prior in Mignon di Ambroise Thomas 1978

Proseguirà la sua riscoperta del contralto rossiniano (dapprima Arsace in Semiramide, sempre con la Sutherland, poi Tancredi, a partire dalla fine degli anni settanta), e della vocalità settecentesca, riadattata a una personalità vulcanica e di grande energia (Rinaldo, Orlando di Händel e Vivaldi: questi i ruoli affrontati nel repertorio barocco).
Ha cantato per diversi presidenti degli Stati Uniti, in particolare da ricordare il concerto per l'insediamento di Bill Clinton alla Casa Bianca nel 1993.
Terminerà la carriera nel 1999, nel quarantacinquesimo anno d'attività, con un concerto al Symphony Center di Chicago.
Marilyn Horne dal 1997 al 2018 ha diretto il Voice Program della Music Academy of the West di Santa Barbara in California. Ha rivestito in seguito il ruolo di presidentessa di un'associazione a sostegno dei giovani cantanti, la Marilyn Horne Foundation, con sede legale e attività a New York. Nel gennaio 2006 ha fatto diffondere, tramite il suo agente, la notizia di una sua malattia piuttosto seria. Con la grande energia di sempre, la Horne continua ad insegnare canto e a occuparsi della sua associazione, pur affrontando le cure necessarie.
È stata una delle cantanti d'opera del XX secolo alle quali si può applicare la qualifica di "storica", per aver riscoperto il repertorio serio rossiniano e aver fatto rivivere dopo quasi due secoli i fasti dei contralti storici rossiniani quali Marietta Alboni e Rosmunda Pisaroni, in questo accomunabile, anche se per motivi diversi, a Maria Callas e Joan Sutherland. La grande estensione vocale e capacità drammatica l'hanno portata a interpretare moltissimi ruoli, da Händel a Bernstein; è stata inoltre determinante nel far conoscere la nuova musica americana che ha spesso interpretato con impegno.

## Repertorio
| Ruolo              | Titolo                   | Autore      |
| ------------------ | ------------------------ | ----------- |
| Giulietta Romeo    | I Capuleti e i Montecchi | Bellini     |
| Adalgisa           | Norma                    | Bellini     |
| Agnese del Maino   | Beatrice di Tenda        | Bellini     |
| Marie              | Wozzeck                  | Berg        |
| Cassandre          | Les Troyens              | Berlioz     |
| Marguerite         | La damnation de Faust    | Berlioz     |
| Carmen             | Carmen                   | Bizet       |
| Tatjana            | Evgenij Onegin           | Čajkovskij  |
| Salima             | The Ghost of Versailles  | Corigliano  |
| Geneviève          | Pelléas et Mélisande     | Debussy     |
| Giovanna Seymour   | Anna Bolena              | Donizetti   |
| Maffio Orsini      | Lucrezia Borgia          | Donizetti   |
| Marie              | La fille du régiment     | Donizetti   |
| Lora               | The harvest              | Giannini    |
| Orfeo              | Orfeo ed Euridice        | Gluck       |
| Iphigenie          | Iphigénie en Tauride     | Gluck       |
| Rinaldo            | Rinaldo                  | Händel      |
| Orlando            | Orlando                  | Händel      |
| Cornelia           | Giulio Cesare in Egitto  | Händel      |
| Ino Giunone        | Semele                   | Händel      |
| Nedda              | Pagliacci                | Leoncavallo |
| Anita              | La Navarraise            | Massenet    |
| Fidés              | Le prophète              | Meyerbeer   |
| Zerlina            | Don Giovanni             | Mozart      |
| Giulietta          | I racconti di Hoffmann   | Offenbach   |
| Laura Adorno       | La Gioconda              | Ponchielli  |
| Mimì Musetta       | La bohème                | Puccini     |
| Minnie             | La fanciulla del West    | Puccini     |
| La zia principessa | Suor Angelica            | Puccini     |
| Isabella           | L'italiana in Algeri     | Rossini     |
| Tancredi           | Tancredi                 | Rossini     |
| Rosina             | Il barbiere di Siviglia  | Rossini     |
| Angelina           | La Cenerentola           | Rossini     |
| Andromaca          | Ermione                  | Rossini     |
| Falliero           | Bianca e Falliero        | Rossini     |
| Malcolm            | La donna del lago        | Rossini     |
| Calbo              | Maometto secondo         | Rossini     |
| Arsace             | Semiramide               | Rossini     |
| Neocle             | L'assedio di Corinto     | Rossini     |
| Padmavati          | Padmâvatî                | Roussel     |
| Dalila             | Samson et Dalila         | Saint-Saëns |
| Hata               | Prodaná nevěsta          | Smetana     |
| Jocasta            | Oedipus rex              | Stravinskij |
| Mignon             | Mignon                   | Thomas      |
| Azucena            | Il trovatore             | Verdi       |
| Eboli              | Don Carlos               | Verdi       |
| Amelia Grimaldi    | Simon Boccanegra         | Verdi       |
| Amneris            | Aida                     | Verdi       |
| Mrs Quickly        | Falstaff                 | Verdi       |
| Orlando            | Orlando furioso          | Vivaldi     |
| Gerhilde           | La Valchiria             | Wagner      |

## Incisioni in studio

### Opere
| Anno | Titolo Ruolo                     | Cast                                                                | Direttore          | Etichetta           |
| ---- | -------------------------------- | ------------------------------------------------------------------- | ------------------ | ------------------- |
| 1964 | Norma Adalgisa                   | Joan Sutherland, John Alexander, Richard Cross                      | Richard Bonynge    | RCA-Decca           |
| 1966 | Semiramide Arsace                | Joan Sutherland, Joseph Rouleau, John Serge                         | Richard Bonynge    | Decca               |
| 1967 | La Gioconda Laura Adorno         | Renata Tebaldi, Carlo Bergonzi, Robert Merrill                      | Lamberto Gardelli  | Decca               |
| 1968 | Don Giovanni Zerlina             | Gabriel Bacquier, Joan Sutherland, Pilar Lorengar                   | Richard Bonynge    | Decca               |
| 1970 | Anna Bolena Giovanna Seymour     | Elena Souliotis, Nicolai Ghiaurov, John Alexander                   | Silvio Varviso     | Decca               |
| 1969 | Orfeo ed Euridice Orfeo          | Pilar Lorengar, Helen Donath                                        | Georg Solti        | Decca               |
| 1973 | Carmen                           | James McCracken, Tom Krause, Adriana Maliponte                      | Leonard Bernstein  | Deutsche Grammophon |
| 1975 | La Navarraise Anita              | Plácido Domingo, Sherrill Milnes                                    | Henry Lewis        | RCA                 |
| 1976 | Le prophète Fidès                | Renata Scotto, James McCracken, Jerome Hines                        | Henry Lewis        | CBS                 |
|      | Il trovatore Azucena             | Joan Sutherland, Luciano Pavarotti, Ingvar Wixell                   | Richard Bonynge    | Decca               |
| 1977 | Suor Angelica La zia principessa | Renata Scotto                                                       | Lorin Maazel       | Sony                |
|      | Mignon                           | Ruth Welting, Alain Vanzo, Frederica von Stade                      | Antonio de Almeida | Sony                |
|      | Orlando furioso Orlando          | Lucia Valentini Terrani, Victoria de los Ángeles, Sesto Bruscantini | Claudio Scimone    | Erato               |
|      | Lucrezia Borgia Maffio Orsini    | Joan Sutherland, Giacomo Aragall, Ingvar Wixell                     | Richard Bonynge    | Decca               |
| 1980 | L'italiana in Algeri Isabella    | Samuel Ramey, Ernesto Palacio, Domenico Trimarchi                   | Claudio Scimone    | Erato               |
| 1982 | Il barbiere di Siviglia Rosina   | Leo Nucci, Paolo Barbacini, Enzo Dara                               | Riccardo Chailly   | Sony                |
| 1983 | Padmâvatî Padmavati              | Nicolai Gedda, José van Dam                                         | Michel Plasson     | EMI                 |
| 1985 | West Side Story A girl           | José Carreras, Kiri Te Kanawa, Tatiana Troyanos                     | Leonard Bernstein  | Deutsche Grammophon |
| 1990 | Semele Juno, Ino                 | Kathleen Battle, Samuel Ramey, John Aler                            | John Nelson        | Deutsche Grammophon |
| 1991 | Falstaff Mrs Quickly             | Rolando Panerai, Sharon Sweet, Frank Lopardo                        | Colin Davis        | RCA                 |

### Recital
| Anno | Titolo                                               | Tracce                                                                         | Cast                                                                                  | Direttore       | Etichetta   |
| ---- | ---------------------------------------------------- | ------------------------------------------------------------------------------ | ------------------------------------------------------------------------------------- | --------------- | ----------- |
| 1963 | The age of Belcanto                                  | Arie da opere di Handel, Lampugnani, Arne, Rossini, Bellini, Donizetti, Arditi | Joan Sutherland, Marilyn Horne, Richard Conrad                                        | Richard Bonynge | Decca       |
| 1964 | Marilyn Horne recitals                               | Arie da opere di Meyebeer, Donizetti, Mozart, Rossini                          | Marilyn Horne                                                                         | Henry Lewis     | Decca       |
| 1968 | Arias from French Operas                             | Arie da opere di Bizet, Massenet, Saint-Saens                                  | Marilyn Horne                                                                         | Henry Lewis     | Decca       |
| 1972 | Souvenir of a Golden Era                             | Arie di opere da Rossini, Bellini, Beethoween, Verdi, Meyerbeer, Gounod, Gluck | Marilyn Horne                                                                         | Henry Lewis     | Decca       |
| 1981 | Live from Lincoln Center                             | Arie di opere                                                                  | Marilyn Horne, Dame Joan Sutherland, Luciano Pavarotti, New York City Opera Orchestra | Richard Bonynge | Decca       |
| 1982 | Arias from Handel Operas                             | Arie di opere da Handel                                                        | Marilyn Horne                                                                         | Claudio Scimone | Erato       |
| 1983 | Leontyne Price & Marilyn Horne in Concert At the Met | Arie di opere                                                                  | Marilyn Horne, Leontyne Price & Metropolitan Opera Orchestra                          | James Levine    | Sony        |
|      | Rossini alternative arias                            | Arie da opere di Rossini                                                       | Marilyn Horne                                                                         | Alberto Zedda   | Fonit Cetra |
| 1988 | Rossini Heroes & Heroines                            | Arie di opere da Rossini                                                       | Marilyn Horne                                                                         | Henry Lewis     | Decca       |

### Altro
- Beethoven: Symphony No. 9 Op. 125 "Choral" & Choral Fantasy Conclusion - Zubin Mehta/Dame Margaret Price/Emanuel Ax/Jon Vickers/Marilyn Horne/Matti Salminen/New York Choral Artists/New York Philharmonic, 1983/1984 Sony/RCA
- Brahms: Alto Rhapsody - Gesang der Parzen - Nanie - Schicksalslied - Atlanta Symphony Orchestra & Chorus/Marilyn Horne/Robert Shaw, 1988 Telarc
- Gesualdo: Prince of Madrigalists - Grace-Lynne Martin/Marilyn Horne/Ralph Schaeffer/Robert Craft, 1959/1962 SONY BMG
- Mahler, Sinf. n. 2 "Resurrezione" - Abbado/Chicago Symphony Orchestra/Horne, Deutsche Grammophon 453 037-2 GTA2
- Mahler: Rückert-Lieder; Lieder eines fahrenden Gesellen; Kindertotenlieder - Marilyn Horne/Los Angeles Philharmonic/Zubin Mehta, 2006 Decca
- Christmas With Marilyn Horne - 1983 Sony/CBS
- Horne, The complete Decca recitals - Lewis/Mehta/Davis/Katz, Decca
- Sutherland Horne Pavarotti, Live dal Lincoln Center - Bonynge/New York City Opera, 1981 Decca

### DVD & BLU-RAY
- Rossini, Italiana in Algeri - Levine/Horne/Montarsolo/Monk, regia Jean-Pierre Ponnelle, 1986 Deutsche Grammophon
- Verdi, Falstaff - Levine/Plishka/Freni/Horne, regia Franco Zeffirelli, 1992 Deutsche Grammophon
- Vivaldi: Orlando furioso (San Francisco Opera, 1989) - Marilyn Horne/William Matteuzzi, regia Pier Luigi Pizzi, Arthaus Musik/Naxos